# Technion

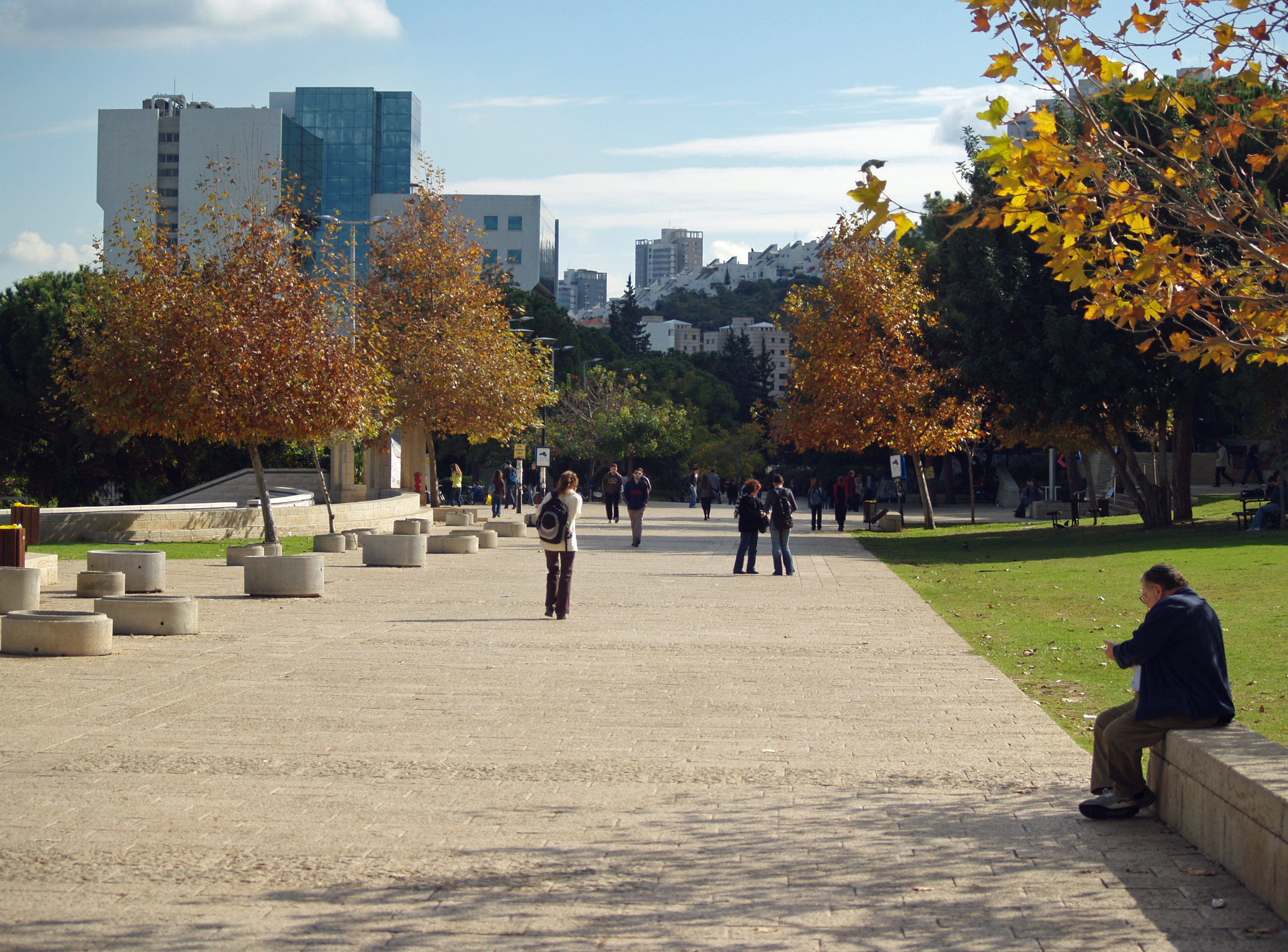
Vista ampla do campus Technion, em Israel. Conhecido como o segundo "MIT".

Technion, Instituto de Tecnologia de Israel‎ ou Instituto Israelita de Tecnologia (em hebraico: הטכניון - מכון טכנולוגי לישראל) é uma universidade de Israel sediada em Haifa com foco na engenharia e em ciências exatas. Fundada em 1924, é a universidade mais antiga de Israel.
Tem 18 faculdades, que outorgam títulos de licenciatura, mestrado e doutorado.

## Faculdades
- Faculdade de Engenharia Aeroespacial
- Faculdade de Arquitetura e Planejamento Urbano
- Faculdade de Biologia
- Faculdade de Engenharia Biomédica
- Faculdade de Biotecnologia e Engenharia de Alimentos
- Faculdade de Engenharia Química
- Faculdade de Química
- Faculdade de Engenharia Civil e Meio Ambiente
- Faculdade de Ciências da Computação
- Faculdade de Educação em Tecnologia e Ciência
- Faculdade de Engenharia Elétrica
- Faculdade de Humanas e Artes
- Faculdade de Engenharia Industrial e Direção
- Faculdade de Engenharia de Materiais
- Faculdade de Matemática
- Faculdade de Engenharia Mecânica
- Faculdade de Medicina
- Faculdade de Física

## Graduados e professores notórios
- Aaron Ciechanover e Avram Hershko, Prémio Nobel da Química de 2004.
- Daniel M. Lewin, fundador da empresa Akamai Technologies.
- Zeev Suraski e Andi Gutmans, criadores do PHP 3 e PHP 4 e fundadores da Zend.

## Ver também

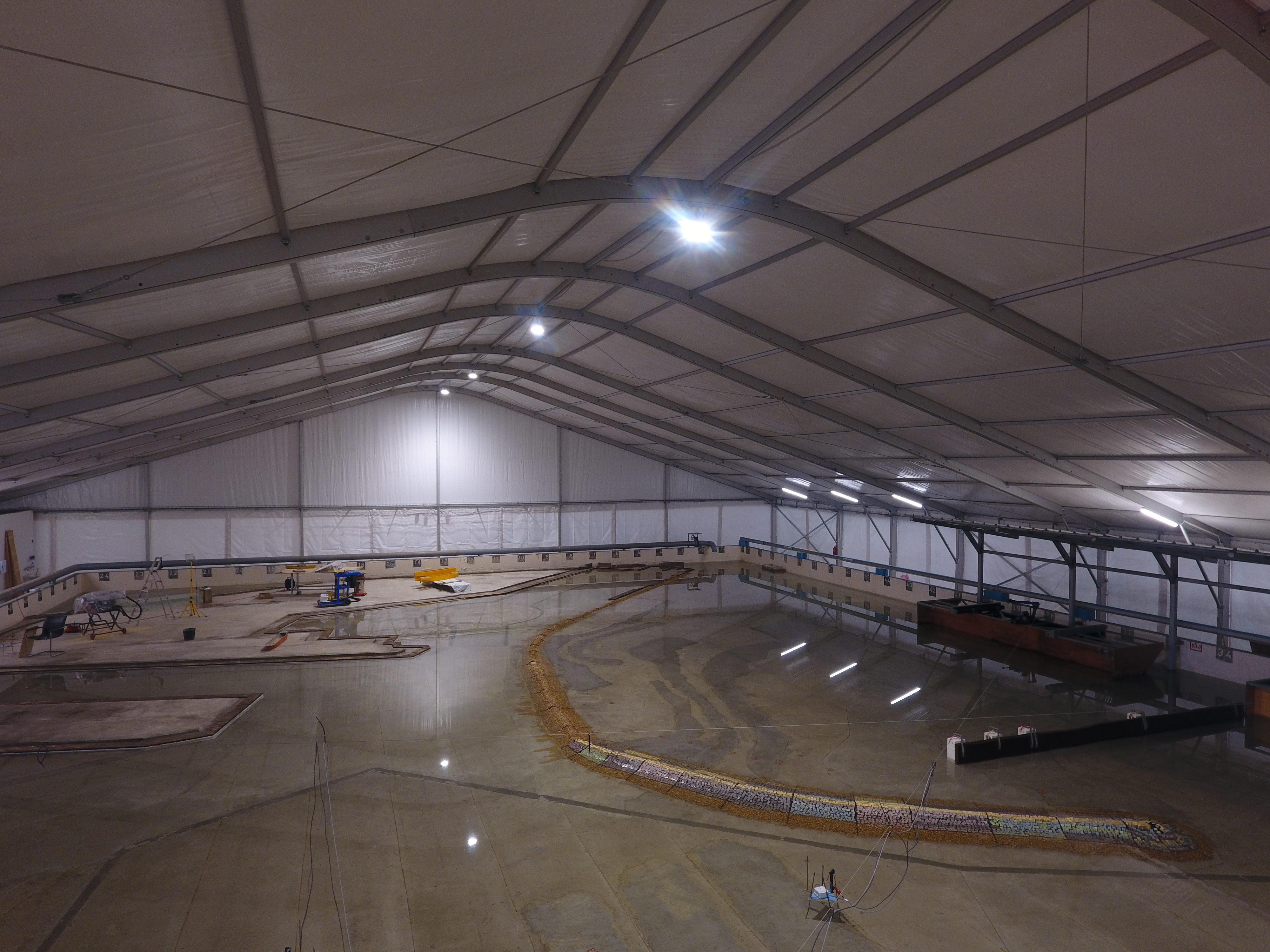
A instalação de pesquisa do Instituto de Israel para Pesquisa de Engenharia Marinha e Costeira

## Prêmios Nobel
- 2004 Avram Hershko, Química [4]
- 2004 Aaron Ciechanover, Química [4]
- 2011 Dan Shechtman, Química [4]
- 2013 Arieh Warshel, Química [4]